# Metrodoros von Lampsakos (Anaxagoreer)
Metrodoros von Lampsakos (griechisch Μητρόδωρος Mētródōros, deutsch auch Metrodor) war ein antiker griechischer Philosoph. Er lebte im 5. Jahrhundert v. Chr. und zählte zu den Vorsokratikern.
Metrodoros war ein Schüler des Anaxagoras. Er verfasste eine rationalisierende, allegorische Abhandlung zu den Werken Homers. In dieser fasste er die olympischen Gottheiten und homerischen Helden als Bestandteil eines „Organismus“ auf, in dem Achilles etwa die Sonne oder Dionysos die Milz darstellte.
Metrodoros wird in Platons Dialog Ion erwähnt.